# Wes Brown
Wesley Michael "Wes" Brown, född 13 oktober 1979, är en före detta engelsk fotbollsspelare. Mellan 1996 och 2011 spelade Brown fler än 200 ligamatcher för Manchester United.

## Spelarkarriär
Brown debuterade år 1998 och tog en plats i startelvan säsongen 1998/1999. Efter att ha varit borta länge på grund av skada kom Brown tillbaka och spelade sedan i A-laget från och med år 2000 och framåt. De följande åtta åren vann han flera titlar med klubben, bland annat fyra ligatitlar, en FA-cuptrofé, engelska ligacupen en gång samt UEFA Champions League. 
Brown spelade sin första match för Englands fotbollslandslag år 1999 och blev uttagen till truppen i VM 2002 i Sydkorea och Japan. Han spelade även i EM-kvalet 2008. Han gjorde sitt första internationella mål år 2008 mot Tjeckien. I augusti 2010 meddelade Brown att han slutar i landslaget.
Den 7 juli 2011 skrev Brown på ett fyraårskontrakt med Sunderland.

## Privatliv
Wes är gift med Leanne Wasell, som han lever tillsammans med i Alderley Edge, Cheshire. Paret har två döttrar, Halle och Lilia. Browns pappa, Bancroft Brown, dog i februari 2008. Hans halvsyster, Claire, dog i juli 2008 under sin graviditet.

## Meriter

### Manchester United
- Premier League: 1998–99, 2000–01, 2002–03, 2006–07, 2007–08
- FA-Cupen: 1998–99, 2003–04
- Engelska Ligacupen: 2005–06
- FA Community Shield: 2003, 2007, 2008
- UEFA Champions League: 1998–99, 2007–08